# Bojana Bobusic
Bojana Bobusic (* 2. Oktober 1987 in Belgrad, damals Jugoslawien) ist eine ehemalige australische Tennisspielerin.

## Karriere
Bobusic, deren Eltern Informatiker sind, begann im Alter von sechs Jahren mit dem Tennisspielen. Im Oktober 2002 spielte sie ihr erstes ITF-Turnier.
Auf dem ITF Women’s Circuit gewann sie einen Einzel- und drei Doppeltitel. Für die Australian Open erhielt sie 2012 eine Wildcard, mit der sie erstmals im Hauptfeld eines Grand-Slam-Turniers antrat. Im Einzel scheiterte sie in Runde eins; im Doppel erreichte sie an der Seite ihrer Landsfrau Sacha Jones die zweite Runde.
Bobusic ist seit Mai 2013 auf der Damentour nicht mehr angetreten; seit 2014 wird sie in den Weltranglisten nicht mehr geführt.

## Turniersiege

### Einzel
| Nr. | Datum            | Turnier       | Kategorie   | Belag     | Finalgegnerin | Ergebnis |
| --- | ---------------- | ------------- | ----------- | --------- | ------------- | -------- |
| 1   | 6. November 2011 | Mount Gambier | ITF $25.000 | Hartplatz | Han Sung-hee  | 6:3, 6:2 |

### Doppel
| Nr. | Datum            | Turnier    | Kategorie   | Belag     | Partnerin        | Finalgegnerinnen                    | Ergebnis         |
| --- | ---------------- | ---------- | ----------- | --------- | ---------------- | ----------------------------------- | ---------------- |
| 1   | 25. Juli 2010    | Lexington  | ITF $50.000 | Hartplatz | Christina Fusano | Jacqueline Cako Story Tweedie-Yates | 6:4, 6:2         |
| 2   | 10. Oktober 2010 | Port Pirie | ITF $25.000 | Hartplatz | Alenka Hubacek   | Melanie South Remi Tezuka           | 6:3, 6:2         |
| 3   | 29. Mai 2011     | Sumter     | ITF $10.000 | Hartplatz | Nicola Slater    | Ebony Panoho Storm Sanders          | 4:6, 7:5, [10:6] |

## Abschneiden bei Grand-Slam-Turnieren

### Einzel
| Turnier         | 2012 | 2013 | Karriere |
| --------------- | ---- | ---- | -------- |
| Australian Open | 1    | 1    | 1        |

### Doppel
| Turnier         | 2012 | 2013 | Karriere |
| --------------- | ---- | ---- | -------- |
| Australian Open | 2    | 1    | 2        |